# Ambulanshelikopter

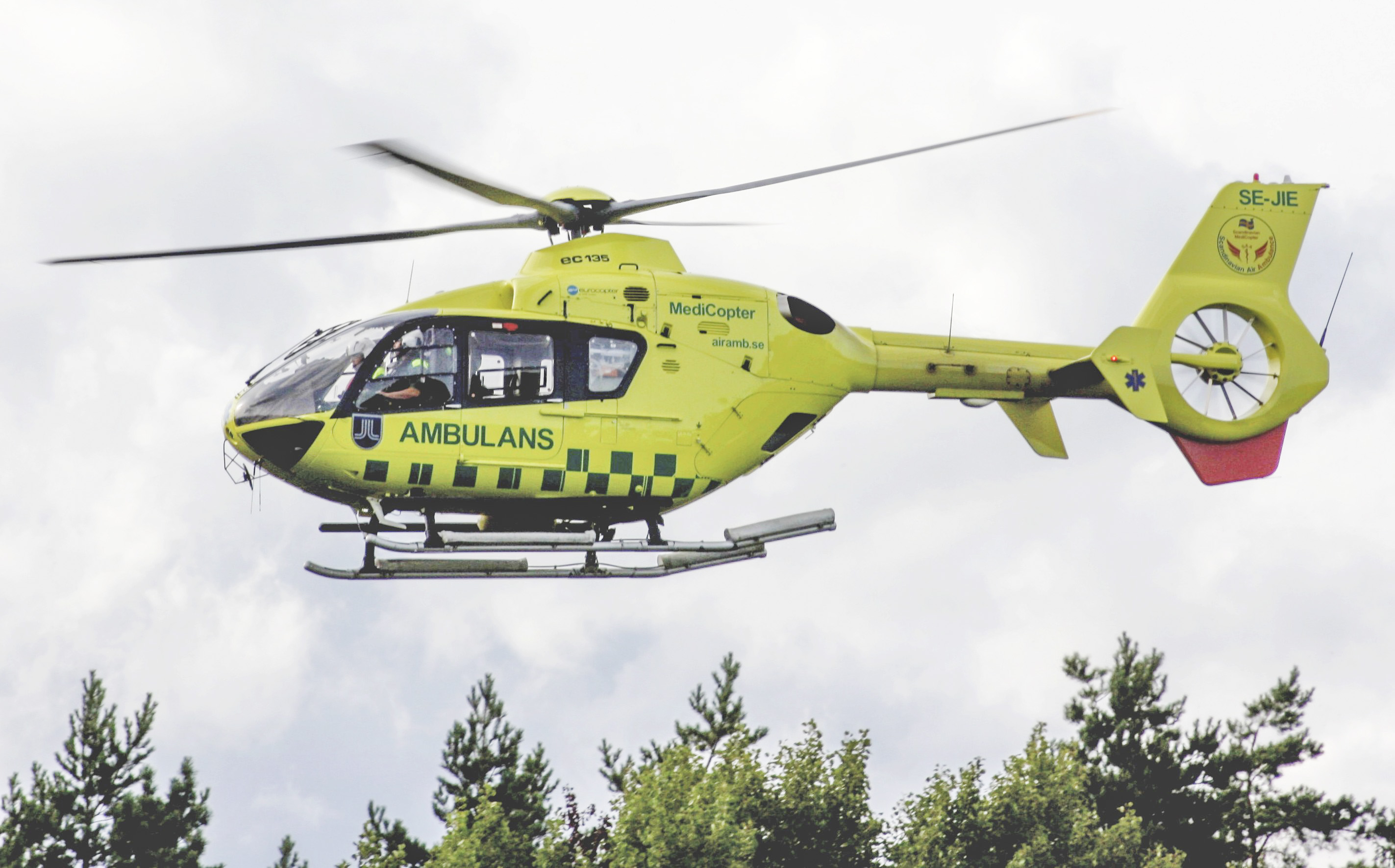
Eurocopter EC 135 från Scandinavian MediCopter

Ambulanshelikopter kallas en helikopter som är utrustad för transport av sjuka och skadade människor från olycksplatser till sjukhus och mellan sjukhus. Internationellt användes begreppet HEMS, Helicopter Emergency Medical Service.

## Ambulanshelikoptrar i olika länder

### Finland

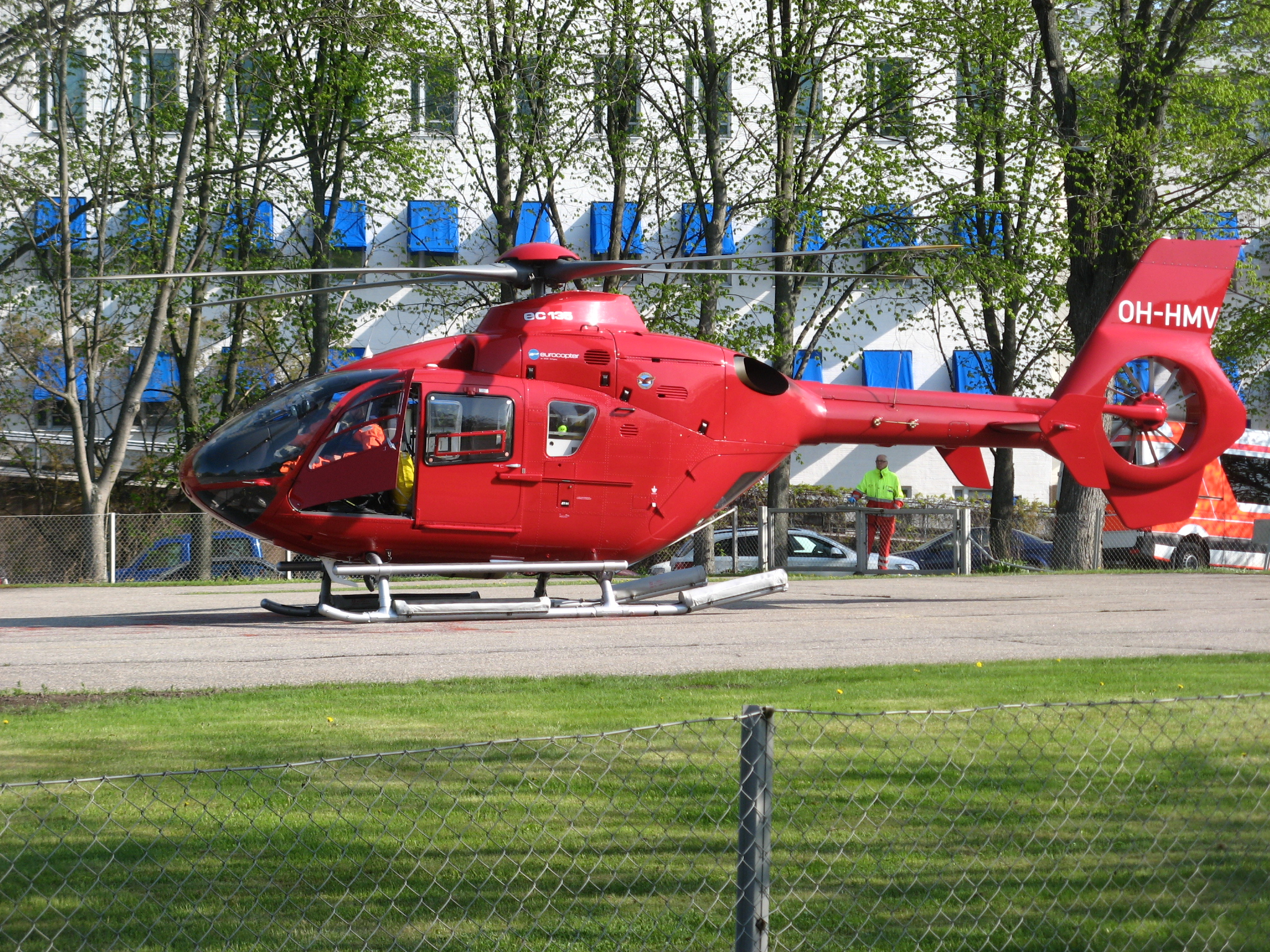
Medi-Helis helikopter inför en patienttransport med Åbo universitetssjukhus i bakgrunden, 2011

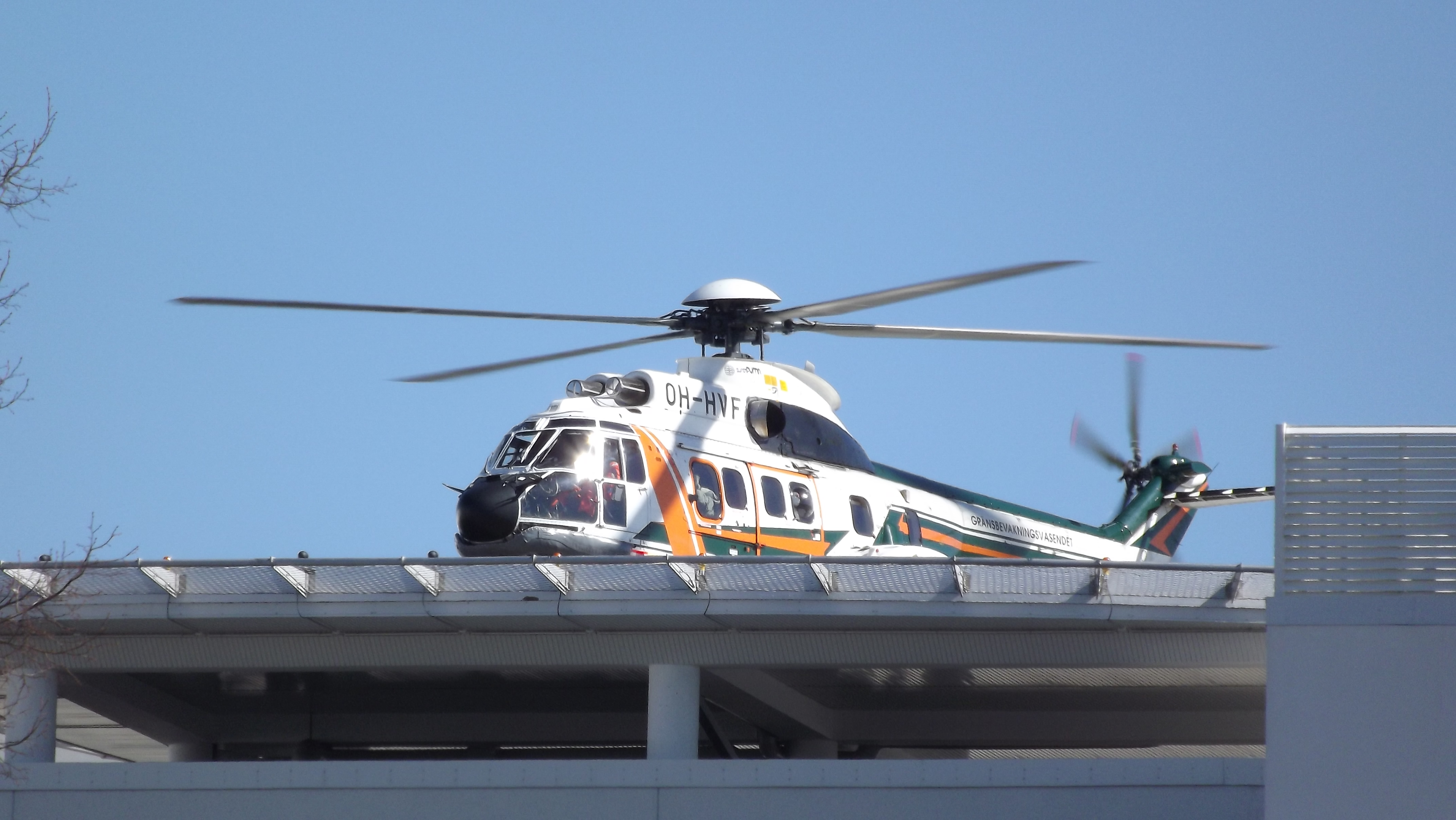
En gränsbevakningens Super Puma på Åbo universitetscentralsjukhus helikopterplatta.

Det finns i Finland två typer av ambulanshelikoptrar och organisationer som sköter patienttransport med helikopter: dels ambulans- eller läkarhelikoptrar, främst lätta helikoptrar av typen Eurocopter EC 135 och Airbus H 145, dels gränsbevakningsväsendets tyngre helikoptrar, främst Super Puma och Agusta Bell 412. Gränsbevakningsväsendets helikoptrar kan vid sidan av andra uppdrag, såsom övervakning och sjöräddning, också sköta patienttransporter i svåra förhållanden.
Från och med 1993 började privata föreningar, först Medi-Heli i huvudstadsregionen, driva läkarhelikopterverksamhet i samarbete med hälsovårdsdistrikten. Dessa helikoptrars främsta uppgift är att snabbt få läkarhjälp till patienten, men de kan vid behov också sköta patienttransport. Verksamheten kommer att tas över av den offentliga sektorn, på basis av en utredning från 2007.
Läkarhelikoptrar finns stationerade i följande orter:
- Vanda, Finnhems 10 (Skärgårdshavets Helikoptertjänst) [2] (typ Eurocopter EC 135)
- Åbo, Finnhems 20 (Skärgårdshavets helikopterservice)[3] (typ Eurocopter EC 135)
- Tammerfors, räddningshelikoptern Finnhems 30 (Skärgårdshavets helikopterservice)[4] (typ Eurocopter EC 135)
- Uleåborg, Finnhems 50 (Scandinavian Air Ambulance)[5] [6] (typ Airbus H 145)
- Rovaniemi, Finnhems 51 (Scandinavian Air Ambulance)[7] (typ Airbus H 145)[8])
- Kuopio, Finnhems 60 (Scandinavian Air Ambulance)[9] [6] (typ Airbus H 145)
- Mariehamn, Ålands landskapsregering (Skärgårdshavets helikopterservice)[10] (typ Eurocopter EC135 P2+)

Gränsbevakningsväsendets helikoptrar används för gränsbevakning, sjöräddning, flygräddning, övervakning av havsmiljöförorening, VIP-transporter, samt helikopterutbildning. Gränsbevakningsväsendets helikoptrar bistår vid behov även polis och regional räddningstjänst. De lätta Agusta Bell 206 används främst för övervakningsuppdrag och utbildning. Helikoptrarna är utrustade med vinsch och ytbärgare, men inte läkare, ingår i besättningen. En helikopter per bas är i beredskap dygnet runt, med en beredskapstid på 15 minuter dagtid och 60 minuter nattetid, alltså betydligt längre än läkarhelikoptrarna.
Gränsbevakningsväsendets helikopterbaser finns i tre orter:
- Åbo: tre Super Puma
- Helsingfors: tre AB 412 och en lätt AB 206
- Rovaniemi: två AB 412 och två lätta AB 206

### Sverige

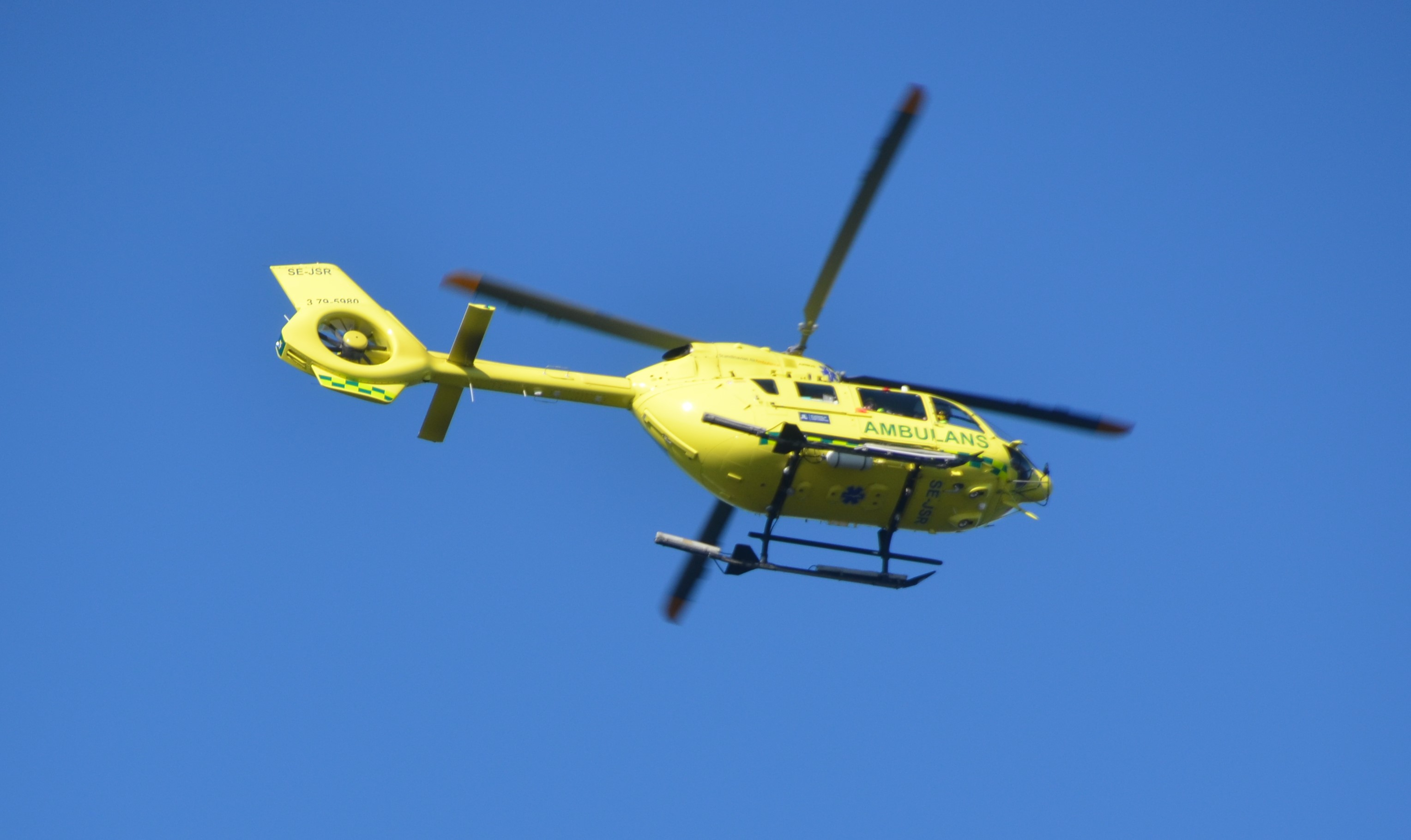
En helikopter av typ Airbus Helicopters H145 från Babcock Scandinavian Air Ambulance

I Sverige finns ambulanshelikoptrar för akuta transporter stationerade på nio orter: Gällivare, Lycksele, Östersund, Uppsala, Norrtälje, Göteborg, Mora, Karlstad och Visby.
Helikoptern i Uppsala är utrustad för intensivvård och de övriga helikoptrarna är likvärdigt utrustade för akuta ambulansuppdrag. 
För sekundäruppdrag, det vill säga transport av patienter mellan vårdinrättningar, skiljer sig utrustningen något mellan de olika helikoptrarna. 
Därutöver disponerar Karolinska Universitetssjukhuset sedan 2023 en specialiserad intensivvårdshehelikopter av typ Leonardo AW 139 för intensivvårdstransporter mellan sjukhus över hela landet, med ECMO-team ombord.
| Ort                     | Anrop           | Helikoptermodell                    | Regnr  | Operatör                | Övrigt                                                                                |
| ----------------------- | --------------- | ----------------------------------- | ------ | ----------------------- | ------------------------------------------------------------------------------------- |
| Mellingeholms flygplats | Mediflight 5800 | Airbus H145 (från 21 december 2017) | SE-JSP | Avincis Aviation Sweden | Framför allt förstärkning sommartid                                                   |
| Mellingeholms flygplats | Mediflight 5980 | Airbus H145 (från 21 februari 2018) | SE-JSR | Avincis Aviation Sweden | Framför allt förstärkning sommartid                                                   |
| Mellingeholms flygplats | Mediflight 5840 | Airbus H145 (från 28 augusti 2024)  | SE-JXS | Avincis Aviation Sweden |                                                                                       |
| Uppsala                 | Mediflight 5930 | Agusta Westland AW169               | SE-JSK | Avincis Aviation Sweden | Intensivvårdshelikopter                                                               |
| Visby                   | Mediflight 5910 | Airbus H145                         | SE-JSL | Avincis Aviation Sweden |                                                                                       |
| Mora                    | Swedemed 5970   | Eurocopter EC 145 T3                | SE-JXB | Svensk Luftambulans     |                                                                                       |
| Göteborg                | Mediflight 5920 | Agusta Westland AW169               | SE-JSJ | Avincis Aviation Sweden | Babcock övertog kontrakt med Västra Götalandregionen 2017 från Norrlandsflyg Ambulans |
| Östersund               | Mediflight 5940 | Agusta Westland AW169               | SE-JRA | Avincis Aviation Sweden |                                                                                       |
| Gällivare               | Swedemed 5990   | Airbus H145 T3                      | SE-JXD | Svensk luftambulans     | Svensk luftambulans opererar i Norrbotten sedan den 1 juni 2021                       |
| Lycksele                | Swedemed 5950   | Airbus H145 T3                      | SE-JXE | Svensk luftambulans     |                                                                                       |
| Karlstad                | Swedemed 5960   | Airbus H145 T23                     | SE-JXA | Svensk Luftambulans     |                                                                                       |